# San Juan (La Union)
San Juan é um município de  segunda classe de renda municipal (d) na província La Union, nas Filipinas. De acordo com o censo de 1 de maio  de  2020 possui uma população de 40 507 pessoas e 10 080 domicílios.